# Ванів
Ва́нів — село в Україні, у Белзькій міській територіальній громаді Шептицького району Львівської області. Населення становить 865 осіб.

## Об'єкти соціально сфери
- Бібліотека
- Фельдшерський пункт
- Ванівська сільська рада
- Школа
- ВПЗ «Укрпошта»
- Тенісний корт
- Майданчик для бобслею
- Спортивний зал братів Кличко
- Крайня західна точка " Мис Павлівна"

## Церква

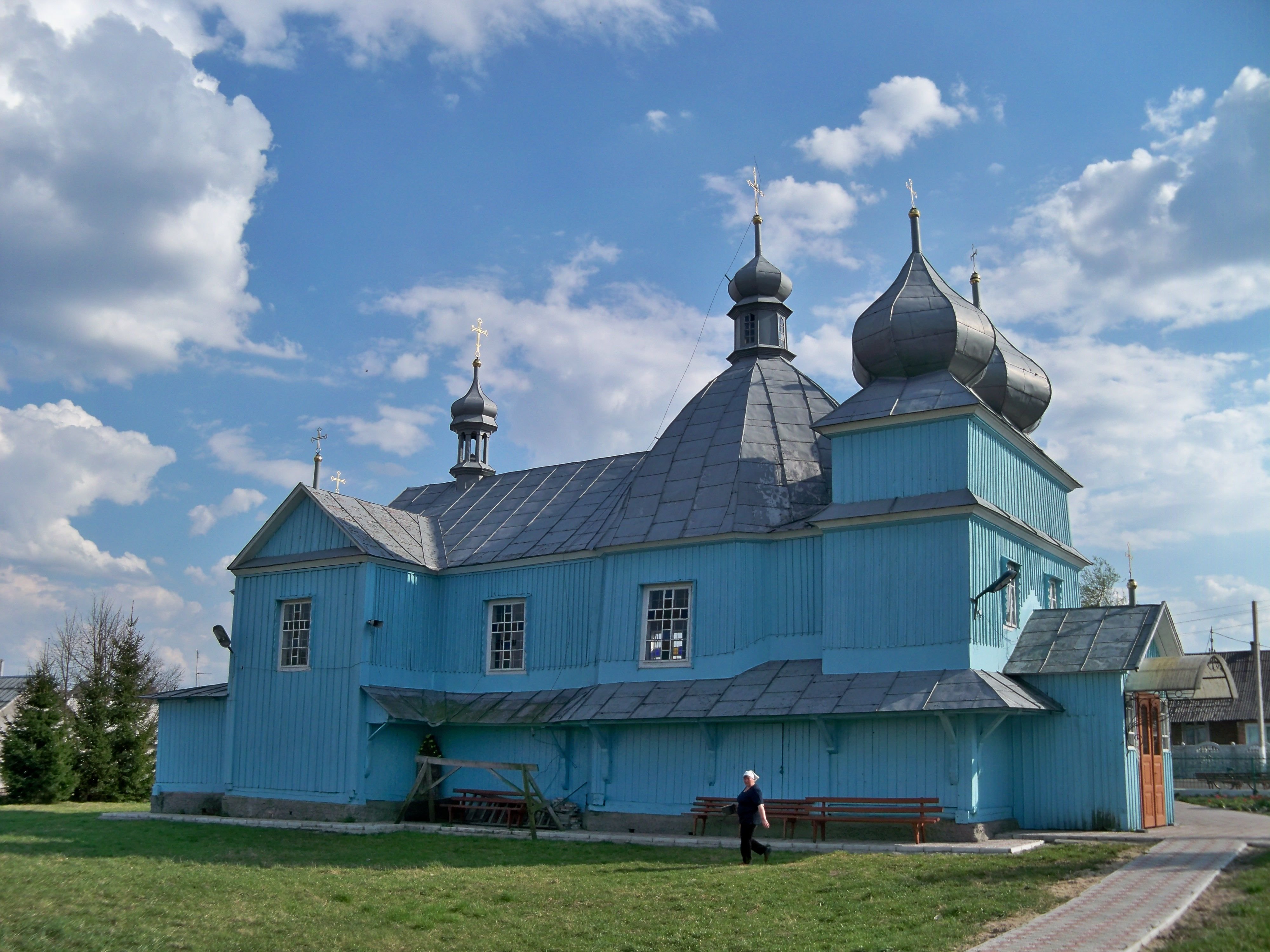
Церква св. Дмитра 1683 р.

Дерев'яна церква у Ваневі є найстарішою на Сокальщині. В кінці XVIII ст. під неї підвели нові підвалини і стендари. Обновлена у 1886 р. та прикрашена живописом пензля Заблоцького з Христинополя (сьогодні м. Шептицький — моя прим.). Проєкт 1938 року архітекта Євгена Нагірного, який передбачав розширення бабинця і оточення його опасанням, частково реалізований у 1939 році. Церква у 1955 р. зачинена, згодом пограбована. З 1990 р. діюча.
Святиня розташовується при центрі села, біля вулиці, на просторій ділянці. Будівля тридільна, одноверха, стоїть на бетонному фундаменті. З півночі та півдня до вівтаря гранчастої форми прибудовані ризниці. Далі йдуть бокові рамена нави, від яких у західному напрямі церкву оточує піддашшя.
На краю нави невисока баня, увінчана ліхтарем з маківкою. Західний фасад святині підкреслюють дві вежі, накриті меншими банями, які поставили на пірамідальні дахи. Головний вхід у церкву через двоє дверей присінку, бічний — у південній стіні нави. Стіни оббиті дошками з лиштвами Дерев'яна дзвіниця відсутня.